# Trevor Joyce
Trevor Joyce (Dublín, 26 de octubre de 1947) es un poeta irlandés.

## Biografía
Cofundó la editorial "New Writers' Press" en Dublín en 1967, y en 1968 fue socio fundador de la revista The Lace Curtain - A Magazine of Poetry and Criticism, encuadrada dentro del National Writing Project. 
Entre sus primeros libros: Sole Glum Trek (1967), Watches (1968), Pentahedron (1972) y The Poems of Sweeny Peregrine (1976). El último de estos libros es una versión del antiguo poema irlandés titulado Buile Shuibhne, también conocido por una traducción posterior de Seamus Heaney: Sweeney Astray (1983).
Tras un prolongado silencio de 20 años, Joyce reemprendió su carrera poética con Stone floods (1995), obra a la que siguió Syzygy y Without Asylum (1998).
La poesía de Joyce toca un amplio abanico de formas y técnicas, desde lo tradicional al experimentalismo más avanzado. Ha traducido obras notables del chino y del antiguo gaélico irlandés, que el poeta prefiere denominar "trabajos" antes que "traducciones", para destacar que se trata más bien de reinterpretaciones, al estilo de Ezra Pound, más que de lo que comúnmente se entiende por "traducción".
Su poesía reunida (hasta 2000, incluyendo sus "workings" del irlandés y el chino), fue publicada con el sugerente título: with the first dream of fire they hunt the cold (2001). Joyce ha experimentado también con proyectos poéticos en colaboración a través de Internet: OffSets. En 2007 publicó una nueva obra poética What's in Store. Para 2008 se esperan nuevas traducciones suyas del irlandés, bajo el título: Courts of Air and Earth.
El autor pertenece al Programa Fulbright y es miembro de la asociación de artistas irlandeses Aosdána.